# 懷爾德伍德鎮區 (明尼蘇達州艾塔斯卡縣)
懷爾德伍德鎮區（英語：Wildwood Township）是位於美國明尼蘇達州艾塔斯卡縣的一個行政鎮區。

## 地方資料
懷爾德伍德鎮區的面積為86.37平方千米，當中陸地面積為79.32平方千米，而水域面積為7.05平方千米。根據2020年美國人口普查的數據，當地共有人口179人，而人口密度為每平方千米2.07人。